# Прошлым летом в Чулимске (фильм)
«Прошлым летом в Чулимске» — российский двухсерийный телевизионный фильм 2014 года режиссёра Виктора Демента по одноимённой пьесе Александра Вампилова. Премьера состоялась 19 апреля 2014 года на телеканале «Россия 1». Ранее произведение уже было экранизировано в 1980 году — фильм «Валентина».

## Сюжет
По одноимённой пьесе Александра Вампилова, но действие перенесено почти на 50 лет вперёд — в 2000-е годы, при этом если сам писатель создал два варианта концовки истории, а режиссёр, в свою очередь, предложил свой — третий.

Действие мы переносим в 2000-е. Люди остались прежними. Поменялись обстоятельства. Вызовы, которые бросала героям Вампилова в 1970-е советская социальная система, сменились более жесткими — нарастающей бездуховностью «общества потребления», «люмпенизацией души».— режиссёр и сценарист фильма Виктор Демент
Главный герой — Владимир Михайлович Шаманов — следователь, который после неудачной попытки добиться справедливого наказания для виновника аварии, сына высокопоставленного чиновника, разочаровывается в жизни и уезжает в глухой райцентр. Здесь в местной чайной работает девушка Валентина. В свою очередь, за Валентиной ухаживают сын буфетчицы Павел и бухгалтер Мечеткин. Она влюбляется в Шаманова. Поначалу Шаманов не замечает Валентину, её красоту и уникальность, но позже понимает, что эта милая, скромная девушка и есть его счастье.

## В ролях
- Сергей Безруков — Владимир Шаманов, следователь
- Мария Поезжаева — Валентина
- Анна Невская — Зинаида Кашкина, аптекарша
- Александр Самойленко — Иннокентий Мечеткин, предприниматель
- Маргарита Шубина — Анна Хороших, буфетчица
- Андрей Сергеев — Афанасий Дергачёв, муж Анны
- Николай Клямчук — Пашка, сын Анны
- Марат Серажетдинов — Илья Еремеев
- Евгений Осокин — Фёдор Иванович Помигалов, отец Валентины